# Rio Atibainha
O Rio Atibainha é um rio brasileiro do estado de São Paulo.
O rio Atibainha nasce no município de Nazaré Paulista e, em Bom Jesus dos Perdões, após passar pela divisa entre os dois municípios, junta-se ao rio Cachoeira para formar o rio Atibaia, próximo à tríplice divisa entre os municípios paulistas de Bom Jesus dos Perdões, Atibaia e Piracaia, à beira do entroncamento das rodovias D. Pedro I (SP-65) e Jan Antonin Bata (SP-36).
O rio Atibainha, passa pelos municípios de Nazaré Paulista, Bom Jesus dos Perdões  e Piracaia e, com uma área de drenagem de 340 quilômetros quadrados, integra o Sistema Cantareira, da Sabesp.
Em Nazaré Paulista, entre as serras da Mantiqueira e Cantareira, a represa do rio Atibainha tem uma área de 25 quilômetros quadrados, com duas praias, a de Lava Pés, no centro do município, e outra no bairro Itinga. A represa é propícia à pesca esportiva e a passeios náuticos com pequenas embarcações.